# Blanca Sorigué
Blanca Sorigué Borrell (La Pobla de Segur, 1973) es una empresaria española. Desde 2018 es la directora general del Consorcio de la Zona Franca de Barcelona.

## Biografía
Nacida en La Pobla de Segur (Pallars Jussà), de joven fundó el Club de Esquí de La Pobla de Segur. Se licenció en turismo en la Universidad de Girona y posteriormente cumplió un año sabático en Estados Unidos, donde perfeccionó el inglés con una familia de acogida.
De vuelta, se especializó en la organización de congresos. Completó sus estudios con un programa de dirección del IESE, un máster en dirección de marketing en la Universidad Pompeu Fabra y otro en la escuela de negocios ISDI.
Empezó a trabajar en Foro Alimentaria, hasta que en 2003 se convirtió en directora del Salón Internacional de la Logística (SIL Barcelona). En 2018 empezó a dirigir el salón inmobiliario Barcelona Meeting Point.

### Dirección del Consorcio Zona Franca
En enero de 2018 fue la primera mujer en convertirse en directora del Consorcio de la Zona Franca de Barcelona. Durante su etapa como directora ha impulsado proyectos de incubadoras de alta tecnología de impresión 3D y logística 4.0, y también ha destacado por aplicar los principios de los Objetivos del Desarrollo Sostenible en el mundo de la empresa, especialmente el de la igualdad de género, creando el primer Consejo de la Mujer en un ámbito industrial.
En 2020 creó y dirigió la Barcelona New Economy Week (BNEW), y en 2021 la Barcelona Woman Acceleration Week, que también dirige.
En 2023 se convirtió en vicepresidenta de la World Free Zone Organization, la asociación mundial de zonas francas. El mismo año la revista Forbes la definió como una de las 100 mujeres más influyentes de España.
También es consejera de la empresa pública Cimalsa y forma parte del patronato de la Fundación Pimec.
En 2025 fue incluida en la lista Forbes de las 100 mujeres más influyentes de Cataluña.

## Premios y reconocimientos
- 2020 - Premio Equipara[8]
- 2020 - Lingot de Plata de la Logística[9]

## Vida personal
Blanca Sorigué tiene iene dos hijas.